# Förnamjölskinn
Förnamjölskinn (Trechispora byssinella) är en svampart som först beskrevs av Hubert Bourdot, och fick sitt nu gällande namn av Liberta 1966. Enligt Catalogue of Life ingår Förnamjölskinn i släktet Trechispora,  och familjen Hydnodontaceae, men enligt Dyntaxa är tillhörigheten istället släktet Trechispora,  och familjen Sistotremataceae. Arten är reproducerande i Sverige. Inga underarter finns listade i Catalogue of Life.